# Schon tausendmal berührt
Schon tausendmal berührt ist ein deutscher Fernsehfilm von Judith Westermann aus dem Jahr 2022, der für Das Erste produziert wurde. Die Hauptrollen spielen Inez Bjørg David und Leo Reisinger. Die Erstausstrahlung im Ersten fand am 28. Januar 2022 im Rahmen der Reihe Endlich Freitag im Ersten statt.

## Handlung
Die aufstrebende Münchner Anwältin Ella Wolf nimmt eine bevorstehende Hochzeit zum Anlass, in ihr Heimatdorf Bad Friedlingen zurückzukehren. Sie hat eigentlich ein wichtiges Mandat bekommen und muss nun die Dorfbewohner von einem neuen Bau- und Firmenprojekt überzeugen. Vor Ort ist sie allerdings nicht bei allen willkommen, zu tief sitzt die Enttäuschung, als sie damals nach Abschluss ihres Abiturs einfach gegangen ist. Lediglich der Kontakt zu ihrem Vater, ihrer bester Freundin Sabrina Authaler und ihre Jugendliebe Florian war nie ganz abgebrochen. Mit Letzterem hat Ella Sex und wird prompt schwanger.

## Hintergrund
Die Dreharbeiten zu Schon tausendmal berührt fanden unter dem Arbeitstitel Worauf es ankommt vom 6. Oktober 2020 bis zum 4. November 2020 unter den vorgegebenen Corona-Arbeitsschutzauflagen in München, Glonn und Umgebung statt. Für den Film zeichnete die Lieblingsfilm GmbH verantwortlich.

## Kritik
Die Kritiker der Fernsehzeitschrift TV Spielfilm äußerten sich negativ, indem sie das Fazit zogen: „Aus der Zeit gefallene, schlichte Hallmark-Story“.  Weiter hieß es: „Die Story ist genauso vorhersehbar und platt, wie sie klingt.“ Der Film erhielt je einen von drei möglichen Punkten in den Kategorien „Humor“ und „Spannung“ und bekam insgesamt eine mittlere Wertung.